# 카메라 버프
카메라 버프(폴란드어: Amator, 영어: Camera Buff)는 폴란드에서 제작된 크지슈토프 키에슬로프스키 감독의 1979년 드라마 영화이다. 예르지 스투 등이 주연으로 출연하였다.

## 출연

### 주연
- 예르지 스투
- 타데우즈 브라덱키
- 크지쉬토프 자누쉬